# Цехштейн

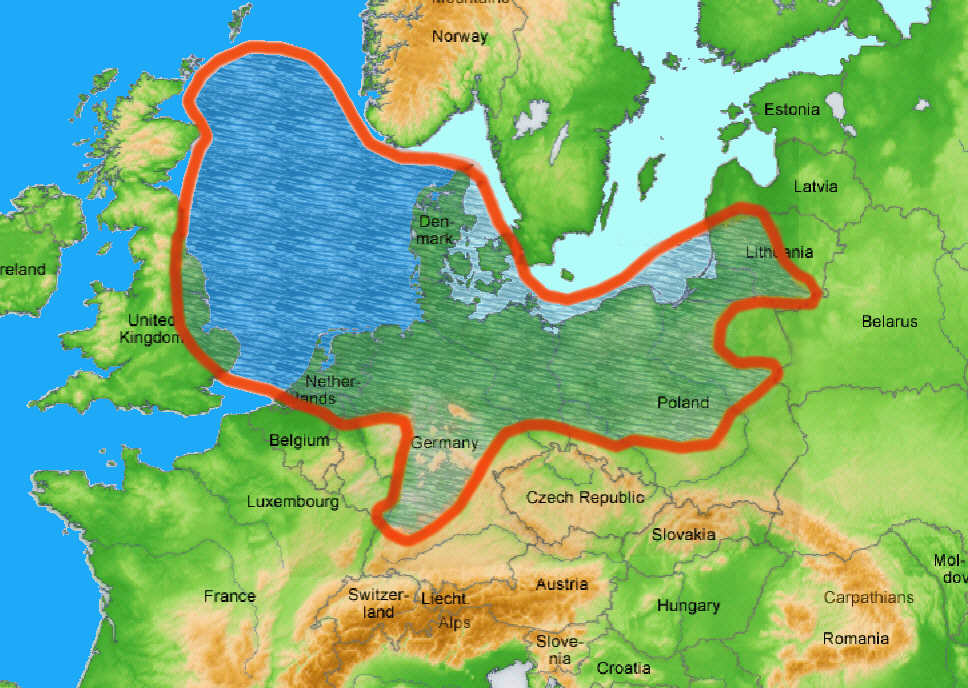
Цехштейнське море на мапі Північної Європи

Цехштейн (англ. zechstein, нім. Zechstein, буквально — «твердий камінь») — позначення верхнього підрозділу пермської системи Центральної Європи (Німеччина та Польща). Характеризується присутністю соленосних відкладів (напр., Штасфуртський соленосний басейн). Син. — тюрингій.
Термін «Цехштейн» використовується для позначення відкладів епіконтинентального Цехштейнського моря, яке протягалось від східних меж Великої Британії до східних кордонів сучасної Польщі. Шар цехштейну геологічно розташований над червоним лежнем, а вище від нього — пісковик строкатий

## Стратиграфія
Цехштейн як правило має статус літостратиграфічної групи, і тому охоплює декілька геологічних формацій. Він складається принаймні з п'яти осадових циклів порід випаровування, які позначені відповідно Z1 — Z5. Літології в межах цієї групи включають галіт («кам'яна сіль»), ангідрит, доломіт та глинистий сланець.

## Економічне значення
Цехтшейн має суттєве економічне значення для нафтогазоносної області Північного моря. У південному газоносному басейні він є основним кепроком ротлігендських резервуарів. З нього також сформовані стіни Окського нафтового поля в центральній частині Північного моря. Далі на північ, цехштейнська сіль стає складчастою, формуючи соляні куполи, які створюють структуру декількох нафтових полів, наприклад Мачар (англ. Machar). Цехштейнскі доломіти виходять на поверхню поблизу узбережжя графства Дарем, Англія, де вони відомі як «магнезієві вапняки».
Трохи вище підніжжя цехштейнської формації розташований відносно тонкий шар глинистого сланцю, місцями метаморфізованого у шифер, відомого як «мідний шифер» (нім. kupferschiefer) за високий вміст міді. У незміненій формі, цей шар має високий вміст сірчистих сполук, типових для мулу, який осідає у застійних мілких болотах. Там де складчасті ділянки дозволили багатим мінералами поверхневим водами циркулювати через цей шар, сірка окислила іони металу у руду металічних сульфідів. З Середньовіччя до сучасності, цей тонкий, але широкий прошарок руди був дуже важливим джерелом міді у більшій частині Північної Європи.
Соляний шар цехштейну також використовується як підземні газові сховища у Англії, Франції та Німеччині.